# Xindi
Gli Xindi sono una cultura aliena dell'universo immaginario di Star Trek, maggiore antagonista della terza stagione di Star Trek: Enterprise.
La civiltà Xindi comprende sei specie distinte, aventi tutte le stesse origini genetiche ma profondamente diverse dal punto di vista fisico: una specie è simile agli umani, un'altra vive nell'acqua ed è simile ai cetacei, un'altra, simile agli uccelli, ha sviluppato il volo, mentre le altre hanno forma rispettivamente rettiloide, insettoide e bradipoide. Tutti gli Xindi, indifferentemente dalla specie di appartenenza, possiedono caratteristiche creste mascellari.
Sono nativi di una regione dello spazio conosciuta come Distesa Delfica. Il loro governo è presieduto dal Consiglio Xindi, costituito da dieci elementi, due per ogni specie. All'inizio della terza stagione di Enterprise, gli Xindi, convinti da una fazione della guerra fredda temporale, effettuano un devastante attacco contro la Terra, uccidendo circa 7 milioni di persone; la stagione si incentra sul tentativo dell'Enterprise di fermare la costruzione di una nuova arma, ancora più potente, che potrebbe distruggere completamente la Terra.

## Storia
Tutte le specie Xindi si erano evolute sullo stesso pianeta, Xindus. Furono coinvolti in un'aspra guerra civile, durata oltre cento anni, nella quale ogni specie tentò di prendere il sopravvento sulle altre, creando e rompendo continuamente alleanze con le altre. Attorno al 2030, gli Xindi insettoidi e i rettili fecero brillare un'enorme quantità di esplosivo sotto le otto fessure sismiche più grandi del loro pianeta natale (che era geologicamente, oltre che politicamente, instabile), senza rendersi conto di quanto devastante sarebbe stato il risultato: il pianeta esplose, e la specie degli Xindi aviari si estinse.
Dopo la guerra, gli Xindi superstiti si sparsero in molte colonie disseminate per tutta la Distesa Delfica; fu dichiarata una pace e venne formato il Consiglio degli Xindi, comprendente le cinque specie superstiti, con lo scopo di trovare un nuovo mondo sul quale stabilirsi. Durante questo periodo gli Xindi furono contattati dai Costruttori di sfere, una specie "transdimensionale" coinvolta nella guerra fredda temporale, i quali li assisterono, informandoli poi che i terrestri, nel corso del XXVI secolo, li avrebbero distrutti. Seguendo il consiglio dei Costruttori, gli Xindi prepararono un'arma che avrebbe potuto distruggere completamente il pianeta Terra; un altro piano, che prevedeva la costruzione di un'arma biologica per sterminare gli esseri umani, fu rifiutata dal Consiglio, sebbene i Rettili (con l'aiuto dei Costruttori di Sfere) continuarono segretamente la sua realizzazione.
Nel 2153, una prima versione dell'arma venne lanciata contro la Terra, uccidendo sette milioni di persone; a seguito di questo, l'Enterprise venne inviata nella Distesa Delfica con lo scopo di fermare gli Xindi. Il capitano Archer, grazie a informazioni fornitegli da Daniels, riuscì a convincere alcuni Xindi che i Costruttori di Sfere li stavano manipolando per i loro scopi. Archer intervenne in una seduta del Consiglio, causando una divisione tra le varie specie: gli umanoidi e i bradipoidi (arboricoli) tendenti a credere al terrestre, insettoidi e rettili propensi a distruggere comunque la Terra.
Dopo la seduta il capo dei rettiloidi, Dolim, uccise lo scienziato primate che aveva progettato l'arma, Degra, e insieme agli insettoidi riuscì ad impadronirsi dell'arma, ormai terminata, lanciandola verso la Terra. Durante il viaggio, i rettiloidi distrussero le navi insettoidi che li accompagnavano, in quanto questi ultimi avevano espresso dei dubbi sulla sincerità dei Costruttori di Sfere. L'arma fu tuttavia distrutta dal capitano Archer grazie all'aiuto delle altre specie Xindi e di una nave andoriana comandata da Shran.
A seguito della distruzione della loro arma, il Consiglio Xindi si riunì nuovamente, abbandonando i propositi ostili contro gli umani. Nella linea temporale da cui proveniva Daniels, gli Xindi si uniranno alla Federazione prima del XXVI secolo, servendo nelle navi della Flotta Stellare.

## Specie Xindi

### Xindi acquatici
Gli Xindi acquatici vivono sott'acqua e somigliano ad alcuni grandi cetacei terrestri. Comunicano attraverso degli impulsi sonar. Il loro rappresentante al Consiglio (il cui nome si pronuncia Kiaphet Amman'sor nella lingua degli Xindi-primati) appare sempre in una grande vasca. Questa specie pare essere la più saggia delle cinque ed ha la reputazione di impiegare molto tempo nel prendere una decisione, ma sono più facilmente e velocemente convincibili attraverso prove visibili.
Nel Consiglio Xindi la loro pazienza viene rispettata e le loro decisioni ponderate rappresentano sempre "l'ago della bilancia" in tutte le discussioni.
Sebbene gli acquatici siano pacifici, hanno un forte esercito. Le loro astronavi da guerra assomigliano a delle enormi razze terrestri e sono riempite d'acqua; hanno comunque una o più sezioni della nave sigillate per permettere alle altre specie di salire a bordo. Le navi degli acquatici sono le più potenti tra quelle degli Xindi; oltre alle armi tradizionali, ne usano anche una che emette uno speciale campo in grado di distruggere i sensori delle navi nemiche. Tale campo può essere usato anche per proteggere un'altra nave.
L'aspetto ricorda vagamente quello dei Mosasauri.
Nello schieramento delle specie avvenuto durante il conflitto con i terrestri, gli Xindi acquatici rimangono inizialmente neutrali, ma nell'attacco finale si schiereranno dalla parte dei terrestri, insieme a umanoidi e arboricoli.

### Xindi arboricoli (Bradipoidi)
Gli Xindi arboricoli sono coperti di pelliccia grigio-bianca e somigliano ai bradipi terrestri. 
Delle specie Xindi quella degli arboricoli è la meno aggressiva: essi sono in genere saggi, pazienti e di indole pacifica, per questo sono gli unici a non avere un esercito organizzato, ma sono in compenso molto laboriosi e meticolosi. Molti di loro sono studiosi, altri gestiscono impianti per la produzione di kemocite nella Distesa Delfica. Gralik, uno Xindi arboricolo, si allea con il capitano Archer dando a Degra una spedizione di kemocite impura, per sabotare la produzione del prototipo dell'arma del Consiglio. I suoi membri hanno paura dell'acqua. L'arboricolo che fa parte del consiglio si chiama Janar ed è uno scienziato. Gli arboricoli non sembrano molto favorevoli alla distruzione del Pianeta Terra, sebbene la reputino necessaria per la sopravvivenza della loro specie, in quanto è stato fatto loro credere che i terrestri sono una minaccia.
Assieme agli Xindi Umanoidi, quella degli Arboricoli è la prima specie Xindi a fidarsi degli umani (malgrado le iniziali diffidenze) ed a cercare un'alleanza con loro, schierandosi contro i rettili e gli insettoidi.

### Xindi aviari
Gli Xindi aviari somigliano agli uccelli terrestri. Una volta essi erano così numerosi che oscuravano i cieli di Xindus, il mondo natale. Si sono estinti nell'esplosione che ha distrutto il pianeta in quanto, non possedendo una tecnologia avanzata come quella delle altre specie, non sono riusciti ad evacuare. Erano tuttavia capaci di viaggi interstellari: avevano un avamposto su un altro pianeta fin dal secondo millennio avanti Cristo, usato in seguito come sede del Consiglio Xindi. Nell'episodio Il consiglio degli Xindi viene mostrato il cranio di uno di essi che corrisponde a quello di una giraffa.

### Xindi insettoidi
Gli Xindi insettoidi somigliano ad un incrocio fra mantidi religiose terrestri alte due metri, mosche, formiche e svariati altri tipi di insetti. Parlano in una lingua clicchettante unica fra gli Xindi, della quale esistono 67 dialetti, e che solo gli altri Xindi capiscono. L'iconografia insettoide è radicalmente differente da quella degli altri Xindi; sono generalmente alleati con i rettili, assieme ai quali hanno causato la distruzione di Xindus. I nomi propri degli insettoidi si allungano con l'età (secondo i romanzi tratti dai film, l'insettoide che siede nel Consiglio si pronuncia Shresht nella lingua dei primati). Gli insettoidi sono fra le due specie più aggressive e bellicose (assieme ai rettili) e hanno fama di prendere decisioni impulsive.
Gli insettoidi hanno una vita media di 10-12 anni. Sono asessuati, e si riproducono per mezzo di uova, che impiegano circa una settimana per maturare. I grappoli di uova vengono sospesi ai soffitti, e alcuni tubuli deferenti dalle uova stesse spruzzano alcune sostanze chimiche che causano, nei passanti, una sorta di imprinting inverso nei confronti dei piccoli: chi è colpito, dunque, difenderà le uova allo stesso modo di un genitore. Le covate sono così importanti che gli insettoidi le trasferiscono sulle astronavi, e le schermano in modo molto pesante. In caso di problemi con la nave, l'equipaggio insettoide è pronto a sacrificare la propria vita nel tentativo di proteggere la prole non ancora nata.
Le navi spaziali insettoidi sono progettate diversamente dagli altri vascelli: non esiste un'area della nave dove sono localizzate le funzioni di comando, che sono invece distribuite lungo tutta la nave. I veicoli d'assalto sono progettati per la fisiologia insettoide e non umanoide.
Durante il conflitto con i terrestri, si alleano con i rettili per la distruzione della Terra, schierandosi contro Umanoidi e Arboricoli.

### Xindi umanoidi
Gli Xindi umanoidi o Xindi primati somigliano agli umani terrestri, ma con una struttura cerebrale più simile a quella degli Xindi rettili. Tra gli Xindi sono la specie più intelligente e quella con le migliori conoscenze scientifiche. Furono una delle prime specie xindi ad essere informati della "minaccia" rappresentata dall'umanità e Degra, uno Xindi primate, fu assegnato allo sviluppo dell'arma che avrebbe dovuto distruggere la Terra. Alla fine del 2153, l'equipaggio dell'Enterprise abbordò e studiò un vascello primate e interrogò l'equipaggio. Come gli umani, i primati possono avere la pelle bianca o nera.
Caratterialmente gli Xindi umanoidi appaiono meno aggressivi dei rettili, oltre che più pazienti, riflessivi ed inclini alla diplomazia. Hanno un esercito dotato di armi sofisticate e una buona potenza difensiva, ma non sono guerrieri, essendo per la maggior parte scienziati o ingegneri. Lo stesso Degra, prima di venire a conoscenza della minaccia terrestre, era uno studioso. Hanno una soglia del dolore più bassa di quella terrestre, per questo in genere non ricorrono alla violenza e quando essa è necessaria, di solito non prendono l'iniziativa, lasciando quest'incarico ai rettili.
Sebbene a loro sia stata affidata la progettazione dell'Arma, in seguito al lancio del prototipo (in cui muoiono 7 milioni di terrestri) iniziano ad avere dei dubbi sulla distruzione dell'intero Pianeta. Fondamentalmente gli umanoidi sono una specie pacifica e non vanno molto fieri di aver architettato la distruzione della razza umana, in quanto questo significherebbe uccidere moltissime persone innocenti, sebbene reputino tutto questo necessario per la sopravvivenza della loro specie, in quanto è stato fatto loro credere che i terrestri sono una minaccia.
Assieme agli Arboricoli, saranno i primi a fidarsi degli umani ed a stringere con loro un'alleanza, schierandosi contro i Rettili e gli Insettoidi. In futuro, come mostrato da Daniels, gli Xindi umanoidi presteranno servizio sulle navi della Federazione.

### Xindi rettili
Gli Xindi rettili somigliano ad un incrocio tra diversi rettili terrestri. Hanno un esoscheletro, la pelle squamosa e occhi parietali, simili a quelli dei coccodrilli. Rudi, possessivi e bellicosi, sono la razza xindi più aggressiva delle cinque e sembrano essere i più interessati alla distruzione della Terra e allo sterminio degli umani, non tanto per la salvezza della razza Xindi, ma piuttosto come tentativo per mantenere la loro superiorità politica all'interno del Consiglio. Sono in molti infatti a sospettare che, una volta eliminata la "minaccia" degli umani, i rettili abbiano intenzione di ricominciare la guerra con le altre specie ed imporre la loro supremazia. Sono abbastanza avanzati tecnologicamente, specie per quanto riguarda gli armamenti. Pur essendo tatticamente astuti, sono meno intelligenti degli Xindi umanoidi e molto più impulsivi. Hanno un buon grado di conoscenza scientifica, che utilizzano esclusivamente per sviluppare armi. Insieme agli insettoidi, sono responsabili della distruzione di Xindus. Il loro comandante Dolim, un anziano alto ufficiale, è membro del Consiglio come rappresentante dei rettiliani. Gli Xindi insettoidi sono l'unica razza di cui i Rettili abbiano fiducia e con cui siano disposti a condividere la loro milizia.
La fisiologia degli Xindi rettili è molto particolare ed in molti di loro è stata introdotto un "miglioramento genetico": una sacca interna di veleno che permette loro di suicidarsi nel caso finiscano in mani nemiche.
I rettiliani sono abituati a stare a terra, e si oppongono a edifici che si staglino troppo verso l'alto. Utilizzano armi provviste di celle d'energia a rigenerazione biologica che si sovraccaricano fino ad esplodere se maneggiate da altre specie. Alcuni sono in possesso della tecnologia del viaggio nel tempo e hanno viaggiato fino al 2004 per raccogliere campioni di sangue per costruire la loro arma biologica, quale era stata vietata dal Consiglio; questo tentativo fu fermato da Jonathan Archer e da T'Pol.
In seguito alla comparsa del Capitano Archer all'interno di Azati Primo (la base militare Xindi) i Rettili lo cattureranno e lo tortureranno ma senza ottenere alcuna informazione, dopodiché attaccheranno l'Enterprise fin quasi a distruggerla. Dopo essere venuti a conoscenza dell'arma biologica proibita, gli Xindi rettili perderanno la fiducia degli altri membri. Saranno loro a causare la scissione all'interno del Consiglio e a prendere l'iniziativa per distruggere loro stessi la Terra, supportati dagli Insettoidi.

## Citazioni
- Detto di Arborea: Avere a che fare coi Rettiliani è come combattere col sole - non hai risultati, e te ne vai scottato.
- Dolim: La pazienza è la virtù dei morti!